# A Visit to the Seaside
A Visit to the Seaside er en britisk stumfilm fra 1908 af George Albert Smith.